# 阿尔维德·斯庞贝里
阿尔维德·斯庞贝里（瑞典語：Arvid Spångberg，1890年4月3日—1959年5月11日），瑞典男子跳水运动员。他曾代表瑞典参加1908年夏季奥林匹克运动会跳水比赛，获得一枚铜牌。他在1908年奥运会后移居至美国。